# Det norske institutt i Roma
Det norske institutt i Roma („Das Norwegische Institut in Rom“) ist ein norwegisches wissenschaftliches Institut mit Sitz in Rom. Es dient norwegischen Wissenschaftlern und Studierenden als Basis für archäologische und kunstgeschichtliche Forschungen zu Italien und dem Mittelmeerraum sowie verwandten Forschungsrichtungen. Gegründet wurde das Institut am 13. Februar 1959 als eine Einrichtung der Universität Oslo, die der historisch-philosophischen Fakultät zugeordnet ist.

## Geschichte
Die Initiative zur Gründung des Instituts ging zurück auf den Archäologen Hans Peter L’Orange, der seinerzeit zusammen mit dem dänischen Archäologen Ejnar Dyggve wegweisende Forschungen an der wahrscheinlich langobardischen Kirche Santa Maria in Valle in Cividale del Friuli durchführte. Das Institut sollte derartigen Forschungen als dauerhafte Basis in Italien dienen. Die Mittel wurden teils durch private Spenden, teils durch den norwegischen Staat bereitgestellt. Erster Leiter war bis 1973 Hans Peter L’Orange.
Sitz des Instituts war zunächst eine Wohnung auf dem Corso Vittorio Emanuele II, bevor 1962 eine Villa in der Via XXX Aprile auf dem Gianicolo in Trastevere bezogen wurde. Das aus dem Jahr 1920 stammende Gebäude wurde hierfür in den frühen 1960er Jahren umgebaut.
Leiter
- Hans Peter L’Orange (1959–1973)
- Per Jonas Nordhagen (1973–1976)
- Hjalmar Torp (1977–1983)
- Staale Sinding-Larsen (1983–1989)
- Magne Malmanger (1990–1996)
- J. Rasmus Brandt (1996–2002)
- Siri Sande (2003–2007)
- Turid Karlsen Seim (2007–2015)
- Christopher Prescott (2015–2020)
- Kristin B. Aavitsland (2021–2024)
- Han Lamers (2025–)

## Aufgaben
Waren die vom Institut unterstützten Forschungen ursprünglich vor allem auf mittelalterliche Kunstgeschichte und Klassische Archäologie ausgerichtet, so hat sich der Forschungsbereich erheblich ausgeweitet und umfasst heute neben dem Antikenstudium und den Untersuchungen zur frühen Kirche auch Forschungen zu Architekturtheorie und Ideengeschichte, zu Religion und Theologie, zu Sprache und Klassischer Literatur.
Das Institut bietet Studierenden aller Universitäten Norwegens Kurse in Archäologie und Kunstgeschichte, die von Forschern am Institut und Professoren der Universitäten sowie dem Leiter des Instituts durchgeführt werden. Darüber hinaus wird ein interdisziplinärer Kurs zu Rom zwischen Spätantike und Moderne angeboten.
Die Bibliothek des Instituts umfasst etwa 25 000 Bücher, die jährlich um 300–400 Bände erweitert werden. Daneben unterhält das Institut seit 1963 ein Fotoarchiv mit rund 3000 Glas-Diapositiven und 3500 Negativen, die die wissenschaftlichen Forschungen des Instituts dokumentieren, etwa zum Tempietto longobardo in Cividale del Friuli, zur Villa Romana del Casale in Piazza Armerina, zum Konstantinsbogen in Rom.
Als Brücke zwischen den Kulturen des Mittelmeerraums und dem norwegischen Geistesleben spielt das Institut eine herausragende Rolle für Studium und Ausbildung norwegischer Geisteswissenschaftler.